# Área de Proteção Ambiental do Iraí
A Área de Preservação ou Área de Proteção Ambiental do Rio Iraí (APA do Iraí) é uma Área de proteção ambiental localizada na região leste do Paraná. 
A área de proteção ambiental permite proteger a nascente do rio Iraí, bem como o manancial, localizado no território dos municípios de Campina Grande do Sul, Colombo, Pinhais, Piraquara e Quatro Barras. Na região, encontra-se a represa do Iraí, responsável pelo abastecimento de água da Região Metropolitana de Curitiba. Com um território de 11.536 hectares, a bacia do rio Iraí é formada por quatro rios: Canguiri, Timbu, Cercado e Curralinho.
A APA foi criada em 6 de maio de 1996 por decreto estadual, na gestão do governador Jaime Lerner, com o objetivo de assegurar a proteção, melhoria e recuperação da qualidade ambiental da bacia hidrográfica do rio Iraí, buscando garantir a potabilidade da água coletada para consumo da população da Região Metropolitana.
Nessa região também diversas espécies de aves buscam alimentos nos mananciais. Espécies como a garça-moura, a garça-branca-grande, a tapirucu, a colhereiro, a pernilongo, a pica-pau-do-campo, a carão, a gavião-carcará e a maçarico.